# Puöidiskuöljävrik
Puöidiskuöljävrik är sjöar i Finland. De ligger i kommunen Enare i landskapet Lappland, i den norra delen av landet, 1 000 km norr om huvudstaden Helsingfors. Puöidiskuöljävrik ligger 224,3 meter över havet. Omgivningarna runt Puöidiskuöljävrik är i huvudsak ett öppet busklandskap. Arean är 63,5 hektar och strandlinjen är 7,43 kilometer lång. Sjön  ingår i Pasvik älvs huvudavrinningsområde. 